# Анна фон Вид-Мьорс
Анна фон Вид-Мьорс (на немски: Anna v.in Wied-Mörs; * ок. 1500; † сл. 1528) от род Рункел-Вид-Изенбург-Мьорс е господарка на Родемахерн (Родемак), наследничка на Графство Мьорс и чрез женитба графиня на Нойенар и Лимбург, господарка на Бедбург (Бедбур).

## Биография
Тя е единствена дъщеря на Вилхелм III фон Рункел († 1526), граф на Вид-Изенбург, Мьорс, и съпругата му графиня Маргарета фон Мьорс цу Мьорс († 1515), дъщеря на юнгграф Фридрих V фон Мьорс цу Болхен († сл. 1463/1472/1498) и Елизабет фон Родемахерн († сл. 1463). Анна фон Вид е племенница на Херман V фон Вид, архиепископ на Кьолн (1515 – 1547), и на Фридрих III фон Вид, епископ на Мюнстер (1522 – 1532).
Анна фон Вид-Мьорс се омъжва ок. 28 юни 1518 г. за граф Вилхелм II фон Нойенар († ок. 1552/1553), граф на Лимбург, господар на Бедбург, Гарсдорф и Роезберг, дипломат, син на граф Вилхелм I фон Нойенар-Лимбург-Бедбург (* ок. 1447; † 1497/1501) и съпругата му богатата наследничка Валбурга фон Мандершайд-Шлайден (* 1468; † 1530/35). Нейният баща Вилхелм дава на нейния съпруг на 20 март 1519 г. Графство Мьорс също господствата Родемахерн и Болхен (Boulay-Moselle). Собствеността на Родемахерн обаче е спорна между графовете фон Вид/Нойенар и маркграфовете фон Баден-Баден.
Графството Мьорс от 1493 г. се управлява от род Вид, от 1519 г. от Нойенар, от 1600 г. от Насау-Орания, от 1702 г. от династията Хоенцолерн в Бранденбург-Прусия.

## Деца
Анна фон Вид-Мьорс и Вилхелм II фон Нойенар имат две деца:
- Херман фон Нойенар Млади (* 1514; † 4 декември 1578), граф на Нойенар и Мьорс, господар на Бедбур, женен на 16 юли 1538 г. за Магдалена фон Насау-Диленбург (* 6 октомври 1522; † 18 август 1567), полусестра на Вилхелм Орански, дъщеря на граф Вилхелм „Богатия“ фон Насау-Диленбург (1487 – 1559) и първата му съпруга Валбурга д' Егмонт (1490 – 1529)
- Анна Валбурга фон Нойенар-Бедбур (* 1522; † 25 май 1600), наследничка 1578 г. на брат си, I. сгодена 1540 г., омъжена на 29 януари 1546 г. за Филип IV де Монморанси-Нивел, граф на Хорн и Алтена (1518/1526 – 5 юни 1568, екзекутиран в Брюксел), II. пр. 4 юли 1575 г. за граф Адолф фон Нойенар, бургграф на Кьолн (1554 – 1589)

## Галерия
- Герб на графовете на Мьорс
- Графството Мьорс (1633)
- Герб на графовете на Нойенар
- Дворец Бедбург